# Isabella von Spanien (1851–1931)

Doña Isabel de Borbón, Infantin von Spanien

Infantin Isabella von Spanien, Doña Isabel de Borbón y Borbón, Infanta de España (* 20. Dezember 1851 im Palacio Real in Madrid; † 23. April 1931 in Paris) war ein Mitglied der spanischen Linie des Hauses Bourbon. Sie war zweimal, von 1851 bis 1857 und von 1874 bis 1880, als Fürstin von Asturien Erbin der spanischen Königskrone.
Ihr vollständiger Taufname lautete: María Isabel Francisca de Asís Cristina Francisca de Paula Fernanda Luisa Josefa Trinidad Joaquina Ana Melchora Gaspara Baltasara María del Olvido Dolores Pilar Concepción Carmen Desamparados Filomena Micaela Rafaela Gabriela Dominga de la Cogolla Tomasa Teresa Rita Lucía Águeda Bárbara Bibiana María de la Cabeza Isidra Rosalía Polonia Lugarda Ramona de Cosme Damiana Antonia de San Antón Juana Bautista Vicenta de Ferrer Genara Francisca de Borja Blasa Jacoba de Roque Caralampia y de Todos los Santos.

## Leben
Isabella war die älteste Tochter der spanischen Königin Isabella II. (1830–1904) und ihres Prinzgemahls Franz von Assisi (1822–1902), ältester Sohn von Francisco de Paula de Borbón und Prinzessin Luisa Carlotta von Bourbon-Sizilien. Ihre Großeltern mütterlicherseits waren König Ferdinand VII. und dessen vierte Frau Prinzessin Maria Christina von Sizilien. Ihre Taufpaten waren der letzte regierende Herzog von Parma, Piacenza und Guastalla, Robert I., und seine Schwester Margarethe Maria, Herzogin von Madrid. Ihre erste Kommunion bekam sie in Rom von Papst Pius IX.
Am 13. Mai 1868 heiratete Infantin Isabella in Madrid ihren Cousin (zweiten Grades), den Prinzen Gaetano von Bourbon-Sizilien (1846–1871), Graf von Girgenti, vierter Sohn von König Ferdinand II. beider Sizilien und seiner zweiten Frau, Erzherzogin Maria Theresia von Österreich. Die Ehe blieb kinderlos; ihr Mann litt an Depressionen und beging 1871 in Luzern Selbstmord.
Da ihre Eltern im September 1868 aus Spanien vertrieben wurden, hielt sie sich nach dem Ende ihrer Ehe bei ihnen in Wien und in Paris auf. Ihre Mutter entsagte der spanischen Krone am 25. Juni 1870 zugunsten ihres Bruders Alfons XII., der 1875 nach Wiedereinsetzung der Monarchie den Thron bestieg. Hierauf kehrte Prinzessin Isabella nach Spanien zurück und lebte abwechselnd in Madrid, Sevilla und Paris.

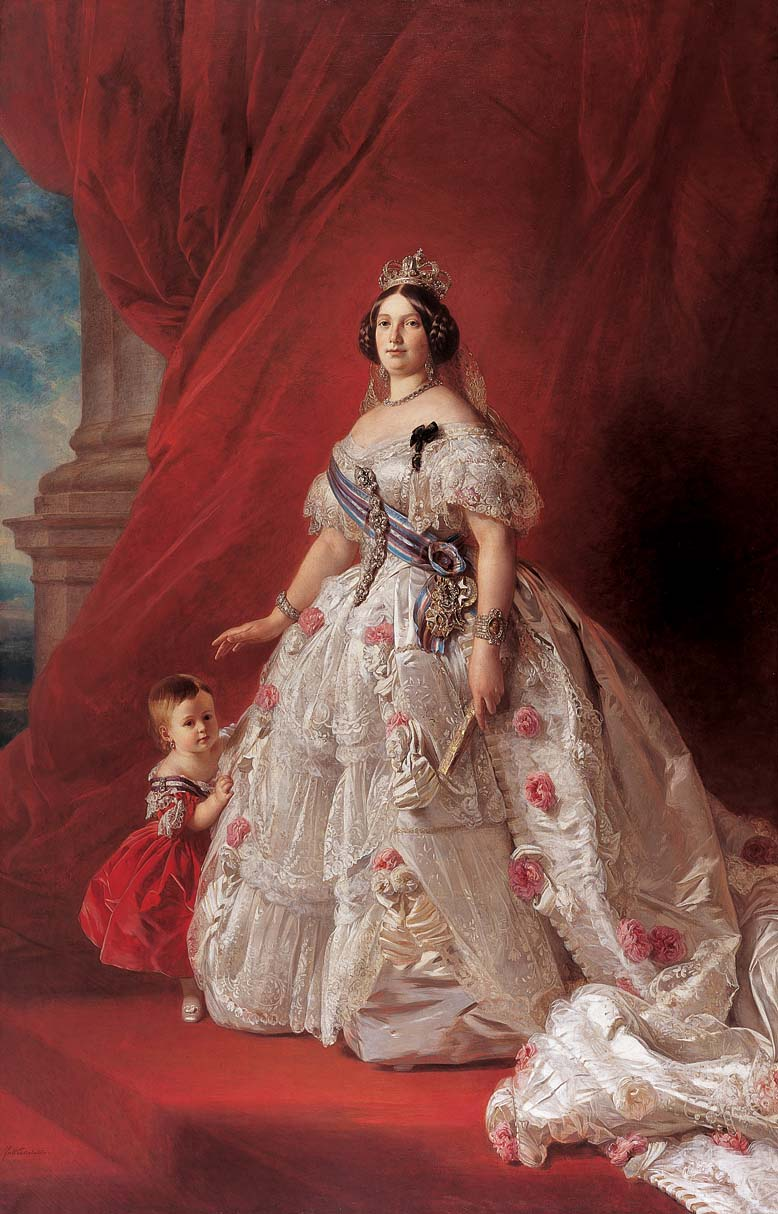
Isabella von Asturien an der Seite ihrer Mutter, der Königin Isabella II. (Gemälde von Franz Xaver Winterhalter, 1852)

## Titel, Orden und Ehren
- 1851–1931 Infantin von Spanien
- 1851–1857 Fürstin von Asturien; Erbin der spanischen Königskrone
- 1874–1880 Fürstin von Asturien; Erbin der spanischen Königskrone
- 1868–1931 Prinzessin von Bourbon-Sizilien, Gräfin von Girgenti
- Orden de Isabel la Católica